# Lafitte-sur-Lot

Lafitte-sur-Lot este o comună în departamentul Lot-et-Garonne din sud-vestul Franței. În 2009 avea o populație de 780 de locuitori.

## Evoluția populației
| An        | 1975 | 1982 | 1990 | 1999 | 2006 | 2009 |
| --------- | ---- | ---- | ---- | ---- | ---- | ---- |
| Populație | 754  | 746  | 731  | 696  | 753  | 780  |